# Kalktuffquelle beim Haineshof
Kalktuffquelle beim Haineshof este o arie protejată (arie specială de conservare — SAC, sit de importanță comunitară — SCI) din Germania întinsă pe o suprafață de 0,43 ha, integral pe uscat.

## Localizare
Centrul sitului Kalktuffquelle beim Haineshof este situat la coordonatele 50°21′26″N 9°35′31″E / 50.3572°N 9.5919°E.

## Înființare
Situl Kalktuffquelle beim Haineshof a fost declarat sit de importanță comunitară în noiembrie 2004 pentru a proteja un număr necunoscut de specii din flora spontană și fauna sălbatică aflate în arealul zonei. Situl a fost protejat și ca arie specială de conservare în martie 2008.

## Biodiversitate
Situată în ecoregiunea continentală, aria protejată conține 1 habitat natural: Izvoare petrifiante cu formare de travertin (Cratoneurion).
La baza desemnării sitului se află un număr nedeclarat de specii protejate.
Pe lângă speciile protejate, pe teritoriul sitului au mai fost identificate 8 specii de plante.